# Stephen Newbold
Stephen Newbold (né le 5 août 1994) est un athlète bahaméen, spécialiste du 400 mètres.

## Biographie

### Palmarès
| Date | Compétition          | Lieu           | Résultat | Épreuve   | Temps        |
| ---- | -------------------- | -------------- | -------- | --------- | ------------ |
| 2016 | Jeux olympiques      | Rio de Janeiro | 3e       | 4 × 400 m | séries       |
| 2018 | Jeux du Commonwealth | Gold Coast     | 2e       | 4 × 400 m | 3 min 1 s 92 |

### Records
| Épreuve | Performance | Lieu   | Date         |
| ------- | ----------- | ------ | ------------ |
| 400 m   | 45 s 80     | Nassau | 25 juin 2016 |